# Summer Tour

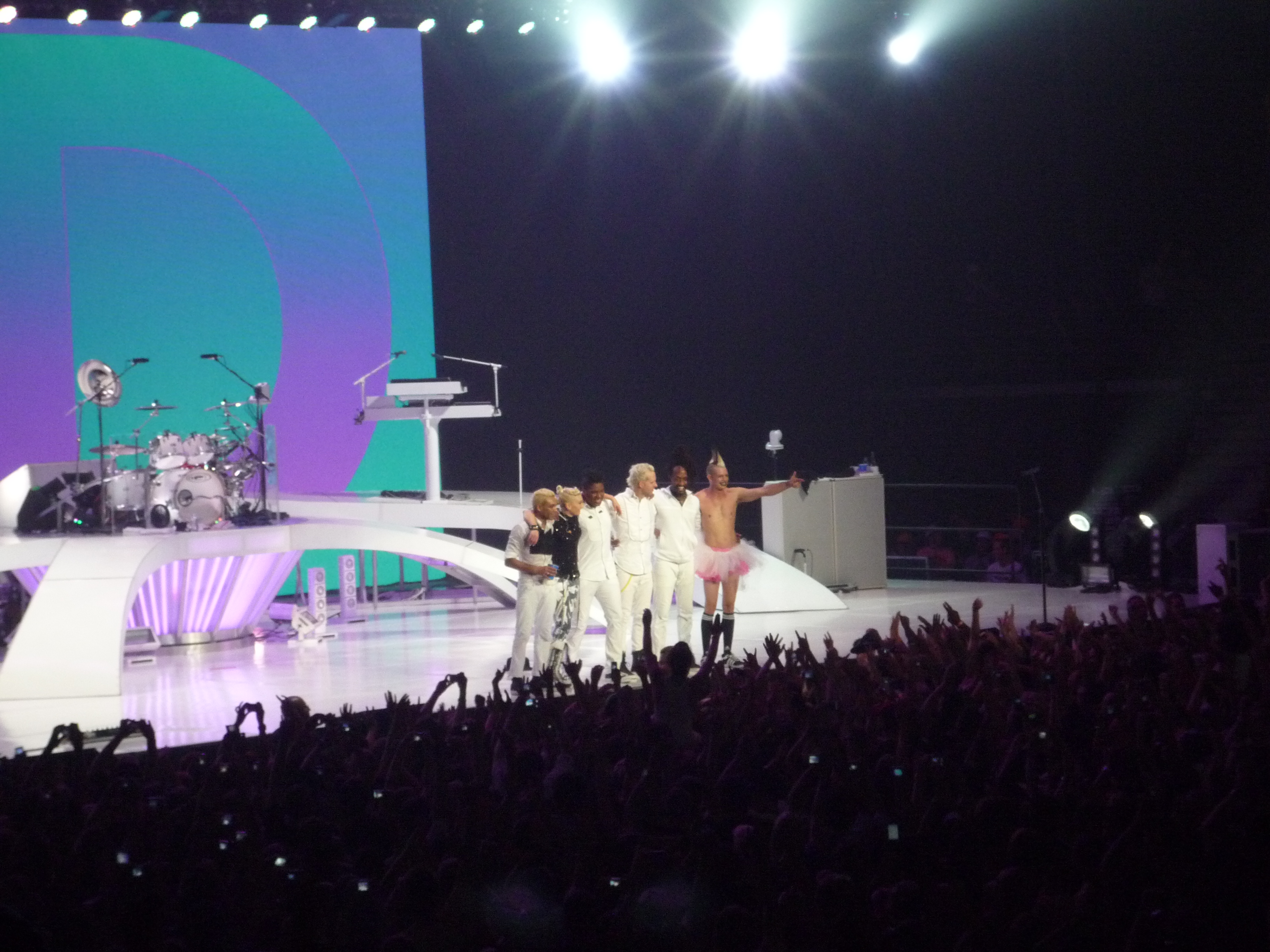
Presentación de No doubt en el Generals Motors Place ubicado en Vancouver, Canadá durante la gira Summer Tour de 2009.

Summer Tour es el nombre de la gira de reencuentro de la banda norteamericana No Doubt, por Estados Unidos y parte de Canadá. Se inició el 2 de mayo de 2009.

## Teloneros
- Paramore (select dates)
- The Sounds (select dates)
- Bedouin Soundclash (select dates)
- Janelle Monae (select dates)
- Tinted Windows (select dates)
- Katy Perry (select dates)
- Panic! At The Disco (select dates)
- Matt Costa (select dates)

## Canciones
1. "Spiderwebs"
2. "Hella Good"
3. "Bathwater"
4. "Underneath It All"
5. "Excuse Me Mr."
6. "Ex-Girlfriend"
7. "Happy Now?"
8. "Simple Kind of Life"
9. "Guns of Navarone" (Instrumental Interlude)
10. "Hey Baby"
11. "New"
12. "Running"
13. "End It on This"
14. "Don't Speak"
15. "It's My Life"
16. "Just a Girl"
17. Encore:
  1. "Rock Steady"
  2. "Stand and Deliver"
  3. "Different People"
  4. "Sunday Morning"

## Gira
| Fecha                | Ciudad                   | País           | Lugar                                |
| -------------------- | ------------------------ | -------------- | ------------------------------------ |
| North America        |                          |                |                                      |
| 2 de mayo de 2009    | Atlantic City            | Estados Unidos | Borgata Event Center                 |
| 3 de mayo de 2009    | East Rutherford          | Estados Unidos | Giants Stadium                       |
| 16 de mayo de 2009   | Las Vegas                | Estados Unidos | Mandalay Bay Events Center           |
| 19 de mayo de 2009   | Fresno                   | Estados Unidos | Save Mart Center at Fresno State     |
| 20 de mayo de 2009   | Bakersfield              | Estados Unidos | Rabobank Arena                       |
| 22 de mayo de 2009   | San Diego                | Estados Unidos | Cricket Wireless Amphitheatre        |
| 23 de mayo de 2009   | Phoenix                  | Estados Unidos | Cricket Wireless Pavilion            |
| 25 de mayo de 2009   | Salt Lake City           | Estados Unidos | The E Center                         |
| 27 de mayo de 2009   | Denver                   | Estados Unidos | Fiddler's Green Amphitheatre         |
| 28 de mayo de 2009   | Albuquerque              | Estados Unidos | Journal Pavilion                     |
| 30 de mayo de 2009   | Dallas                   | Estados Unidos | SuperPages.com Center                |
| 31 de mayo de 2009   | Houston                  | Estados Unidos | Cynthia Woods Mitchell Pavilion      |
| 2 de junio de 2009   | Tampa                    | Estados Unidos | Ford Amphitheatre                    |
| 3 de junio de 2009   | West Palm Beach          | Estados Unidos | Cruzan Amphitheatre                  |
| 5 de junio de 2009   | Atlanta                  | Estados Unidos | Lakewood Amphitheatre                |
| 6 de junio de 2009   | Charlotte                | Estados Unidos | Verizon Wireless Amphitheatre        |
| 8 de junio de 2009   | Raleigh                  | Estados Unidos | The Time Warner Cable Music Pavilion |
| 10 de junio de 2009  | Virginia Beach           | Estados Unidos | Verizon Wireless Amphitheatre        |
| 11 de junio de 2009  | Filadelfia (Pensilvania) | Estados Unidos | Susquehanna Bank Center              |
| 13 de junio de 2009  | Pittsburgh               | Estados Unidos | Post-Gazette Pavilion                |
| 14 de junio de 2009  | Washington D. C.         | Estados Unidos | Nissan Pavilion                      |
| 16 de junio de 2009  | Toronto                  | Canadá         | Air Canada Centre                    |
| 17 de junio de 2009  | Montreal                 | Canadá         | Bell Centre                          |
| 19 de junio de 2009  | Darien                   | Estados Unidos | Darien Lake Performing Arts Center   |
| 20 de junio de 2009  | Boston                   | Estados Unidos | Comcast Center                       |
| 22 de junio de 2009  | Verona                   | Estados Unidos | Turning Stone Resort & Casino        |
| 24 de junio de 2009  | Uncasville               | Estados Unidos | Mohegan Sun Arena                    |
| 26 de junio de 2009  | Holmdel                  | Estados Unidos | PNC Bank Arts Center                 |
| 27 de junio de 2009  | Wantagh                  | Estados Unidos | Nikon at Jones Beach Theater         |
| 29 de junio de 2009  | Cleveland                | Estados Unidos | Blossom Music Center                 |
| 30 de junio de 2009  | London                   | Canadá         | John Labatt Centre                   |
| 2 de julio de 2009   | Milwaukee                | Estados Unidos | Marcus Amphitheater                  |
| 3 de julio de 2009   | Detroit                  | Estados Unidos | Palace of Auburn Hills               |
| 5 de julio de 2009   | St. Paul                 | Estados Unidos | Xcel Energy Center                   |
| 6 de julio de 2009   | Kansas City              | Estados Unidos | Starlight Theatre                    |
| 8 de julio de 2009   | St. Louis                | Estados Unidos | Verizon Wireless Amphitheater        |
| 10 de julio de 2009  | Indianapolis             | Estados Unidos | Verizon Wireless Music Center        |
| 11 de julio de 2009  | Chicago                  | Estados Unidos | First Midwest Bank Amphitheatre      |
| 13 de julio de 2009  | Winnipeg                 | Canadá         | MTS Centre                           |
| 15 de julio de 2009  | Calgary                  | Canadá         | Pengrowth Saddledome                 |
| 16 de julio de 2009  | Edmonton                 | Canadá         | Rexall Place                         |
| 18 de julio de 2009  | Vancouver                | Canadá         | General Motors Place                 |
| 19 de julio de 2009  | Seattle                  | Estados Unidos | White River Amphitheatre             |
| 21 de julio de 2009  | Concord                  | Estados Unidos | Sleep Train Pavilion                 |
| 22 de julio de 2009  | Los Ángeles              | Estados Unidos | Gibson Amphitheatre                  |
| 24 de julio de 2009  | Sacramento               | Estados Unidos | Sleep Train Amphitheatre             |
| 25 de julio de 2009  | Mountain View            | Estados Unidos | Shoreline Amphitheatre               |
| 27 de julio de 2009  | Los Ángeles              | Estados Unidos | Gibson Amphitheatre                  |
| 28 de julio de 2009  | Los Ángeles              | Estados Unidos | Gibson Amphitheatre                  |
| 31 de julio de 2009  | Irvine                   | Estados Unidos | Verizon Wireless Amphitheatre        |
| 1 de agosto de 2009  | Irvine                   | Estados Unidos | Verizon Wireless Amphitheatre        |
| 2 de agosto de 2009  | Irvine                   | Estados Unidos | Verizon Wireless Amphitheatre        |
| 4 de agosto de 2009  | Irvine                   | Estados Unidos | Verizon Wireless Amphitheatre        |
| 5 de agosto de 2009  | Santa Bárbara            | Estados Unidos | Santa Barbara Bowl                   |
| 7 de agosto de 2009  | Las Vegas                | Estados Unidos | The Joint                            |
| 8 de agosto de 2009  | San Diego                | Estados Unidos | Cricket Wireless Amphitheatre        |
| 11 de agosto de 2009 | Honolulu                 | Estados Unidos | Neal S. Blaisdell Arena              |
| 12 de agosto de 2009 | Honolulu                 | Estados Unidos | Neal S. Blaisdell Arena              |